# Конахкендский район
Конахкендский район (азерб. Qonaqkənd rayonu / Гонагкәнд рајону) — единица административного деления Азербайджанской ССР, существовавшая в 1930—1959 годах. Административный центр района — село Конахкенд.

## История
Район был образован 8 августа 1930 года.
В 1952—1953 годах входил в состав Бакинской области.
По данным 1947 года район включал 19 сельсоветов.
4 декабря 1959 года Конахкендский район был упразднён, а его территория передана в Кубинский район Азербайджанской ССР.

## Население
По данным переписи 1939 года, в Конахкендском районе проживало 20 896 чел. Национальный состав района был таким: азербайджанцы — 59,7 %, русские — 1,3 %, прочие народы (преимущественно таты) — 39,0 %.

## Пресса
В районе с 1935 года издавалась газета «Sosializm maldarlьƣь» (Социалистическое животноводство), в 1938 переименована в «Staxanovcu maldar» / «Стахановчу малдар» (Животновод-стахановец), в 1954 — в «Коммунизмә доғру» (К коммунизму).